# أزيريدين
الأزيريدين هو مركب عضوي يتكون من ثلاثة أعضاء مركبات حلقية غير متجانسة، وواحدة من مجموعة أمين، واثنتان من جسر الميثيلين. وهي من المركبات الحلقية غير المتجانسة ثلاثية الحلقة. وتعتبر من أبسط المركبات ولديها العديد من المشتقات التي تم استخدامها كمضادات للسرطان و خاصةً اللوكيميا.

## اقرأ أيضاً
- أزيرين
- ديازيرين
- ديازيريدين
- ثييران
- أكسازيريدين